# 岡崎市立看護専門学校
岡崎市立看護専門学校（おかざきしりつ かんごせんもんがっこう）とは、岡崎市が運営する公立専修学校。

## 略歴
- 1969年（昭和44年）9月1日 - 「市立岡崎高等看護学院」として開校（岡崎市明大寺町字奈良井42番地、婦人会館を校舎とした）。
- 1971年（昭和46年）3月26日 - 市立岡崎病院（岡崎市若宮町120番地（現在の若宮町2丁目2番地））診療棟3階に移転。
- 1978年（昭和53年）4月1日 - 「岡崎市立看護専門学校」に改称。
- 1988年（昭和63年）4月14日 - 現在地に新築移転。
- 1992年（平成4年）4月1日 - 昼間定時制に移行。
- 1993年（平成5年）4月1日 - 准看護師受け入れ開始。
- 1995年（平成7年）3月2日 - 文部省告示により、卒業生に専門士（医療課程）を授与する。
- 2007年（平成19年）4月1日 - 2年課程昼間定時制より3年課程全日制へ移行。

## 構成学科
- 看護学科3年課程（全日制）

## 所在地
- 〒444-0075：岡崎市伊賀町字西郷中104番地

## 交通機関
- 名鉄名古屋本線東岡崎駅 北口バスターミナル4番のりばおよび5番のりばより名鉄バス※に乗車、乗車時間は約15分、「伊賀町」バス停下車、西へ徒歩で約2分。
  - ※ 大樹寺（康生町経由）、滝団地、大門駅、三河上郷駅、東名岩津、奥殿陣屋、川向、足助、大沼（康生町経由） 、フタバ産業前（梅園学校前経由）行き。
- 愛知環状鉄道・愛知環状鉄道線 北岡崎駅下車、東へ徒歩で約10分または、名鉄バス・「北岡崎駅前」バス停より名鉄東岡崎駅行き（梅園学校前経由）に乗車、乗車時間は約1分、「伊賀町」バス停下車 、北へ徒歩で約1分。